# Ламберт Вилсон
Ламберт Вилсон (фр. Lambert Wilson; 3. август 1958. године), француски је позоришни и филмски глумац, продуцент и певач. Познат је по филмовима Мрежа времена,  Матрикс 2, Матрикс 3, Матрикс: Ускрснућа, Жена мачка.